# Alhaji Mohammed Ahmed
Alhaji Mohammed Ahmed, conosciuto semplicemente come Mohammed Polo (Accra, 11 novembre 1956), è un ex calciatore ghanese, di ruolo attaccante.
Era soprannominato Dribbling Magician (in italiano Il mago del dribbling).

## Biografia
Polo è il fratello minore di Ahmed Yakubu, attaccante del Great Olympics degli anni Settanta. Polo è sposato.

## Caratteristiche tecniche
Ala sinistra mancina dalla gran tecnica, celebre per il suo dribbling. Era il tipico giocatore capace di assicurare la superiorità numerica alla propria squadra saltando l'uomo. Polo viene ricordato anche per il talento nella distribuzione della palla e per la precisione nei passaggi. Kwabena Agyapong, uno dei più celebri giornalisti sportivi ghanesi, considera Polo il giocatore più dotato tecnicamente tra quelli espressi dal Ghana.

## Carriera

### Calciatore

#### Club
Polo fu scoperto mentre giocava per strada. All'inizio degli anni Settanta, nella Bukom Square al centro di Accra, si disputavano delle partite tra piccoli club locali. Polo venne portato fin da Nima, un quartiere alla periferia di Accra, perché giocasse con una delle squadre del centro cittadino. Qui cominciò subito a stupire il pubblico con i suoi dribbling. All'epoca, Polo aveva poco meno di 15 anni.
Nel giro di pochi mesi, Polo cominciò a giocare nell'Auroras di Accra, la seconda squadra degli Hearts of Oak. Nel 1973, Polo passò agli Hearts veri e propri e si fece notare subito tanto da venir soprannominato, già nel 1974, Wonder Boy. Sempre nel 1974, dopo appena un anno da professionista, Polo riuscì ad aggiudicarsi l'edizione inaugurale del premio come Calciatore dell'anno.
Polo fu tra i protagonisti del cosiddetto Miracolo dell'El-Wak, partita passata alla storia della Coppa dei Campioni africana. Il 6 novembre 1977, all'El Wak Stadium, si giocò la partita di ritorno delle semifinali di Coppa dei Campioni d'Africa 1977 tra Hearts of Oak e gli zambiani del Mufulira Wanderers. L'andata era terminata 5-2 per gli zambiani e Polo non aveva potuto giocare perché infortunato. Gli Hearts necessitavano, dunque, di un 3-0 per passare il turno. Anas Seidu e Peter Lamptey segnarono i primi due gol, entrambi su assist di Polo, rispettivamente al 59' e al 79'. All'88', con i tifosi che già stavano lasciando lo stadio, Polo scese fino alla propria trequarti per chiedere il pallone ai difensori, tagliò tutto il campo e servì capitan Acquah sull'ala destra, il quale fece partire un cross per l'accorrente Seidu che realizzò il gol del 3-0, qualificando i Phobians per la finale.
Polo giocò sempre con gli Hearts tra il 1973 e il 1979. Nella squadra di Accra, insieme a Mama Acquah, Anas Seidu, Peter Lamptey e Robert Hammond, Polo andò a formare i cosiddetti Fearsome Five, temibile ossatura della squadra ghanese. Un gruppo straordinario, capace di vincere diversi campionati (1973, 1976, 1978, 1979), ma ricordato anche per aver fallito due finali di Coppa dei Campioni d'Africa, nel 1977 contro l'Hafia e nel 1979 contro l'Union Douala. In totale, Polo servì gli Hearts per oltre vent'anni, vestendo anche la fascia di capitano. Nel 1975 con Peter Lamptey ha provato l'avventura americana, venendo entrambi ingaggiati dalla franchigia NASL dei Denver Dynamos che però decise di svincolarli prima dell'inizio della stagione, facendo così ritorno in patria.
Il 1979 fu probabilmente il miglior anno della sua carriera tanto che venne considerato da molti osservatori come il favorito per il premio di Calciatore africano dell'anno
Nel 1979, Polo si trasferì negli Emirati Arabi Uniti, per giocare con l'l'Al-Wasl. Qui ebbe modo di vincere due campionati emiratini prima di lasciare la squadra nel 1984 per ritornare ai Phobians. Nel 1988 invece, militò nello Shell (poi noto come Mbilinga), in Gabon.
A cavallo tra gli anni ottanta e i novanta, Polo giocò ripetutamente ancora con la casacca degli Hearts of Oak. Nel 1992, però, in seguito a dissapori con la dirigenza che faceva pressioni per la sua cessione, Polo si trasferì agli acerrimi rivali del Great Olympics, con cui concluse la propria carriera da calciatore.

#### Nazionale
Nel 1973, a soli 17 anni, cominciò a ricevere le prime convocazioni in Nazionale. Giocando per il Ghana, Polo si aggiudicò la Coppa d'Africa 1978, edizione casalinga del torneo, nella quale segnò anche un gol contro l'Alto Volta.

### Allenatore

#### Club
In seguito al proprio ritiro, Polo ottenne il Patentino B della CAF.
Polo iniziò la propria carriera allenando svariate squadre giovanili nei Paesi arabi, tra cui l'Al-Wasl e l'Hatta. Inizialmente Polo ha ricoperto vari ruoli anche con squadre ghanesi minori come i Dawu Youngsters, i Winneba Advance Stars e il Susubiribi.
Nel 2003, Polo venne nominato allenatore dello Stade Malien, in sostituzione dell'ex-compagno di Nazionale Karim Abdul Razak,  venendo però licenziato nel maggio successivo.
Polo fu anche direttore tecnico del Great Olympics,, posizione da cui si dimise dopo soli tre mesi, e guidò due volte gli Hearts of Oak, nel 1995 e, di nuovo, nel 2013

## Palmarès

### Giocatore

#### Club
- Ghana Premier League: 5

Hearts of Oak: 1973, 1976, 1978, 1985, 1989–90
- Ghanaian FA Cup: 4

Hearts of Oak: 1973, 1974, 1989, 1990
- UAE Arabian Gulf League: 2

Al-Wasl: 1981–82, 1982–83

#### Nazionale
- Coppa d'Africa: 1

Ghana 1978

#### Individuale
- Calciatore ghanese dell'anno: 1

1975